# 鋸眶鯻屬
鋸眶鯻屬（學名：Bidyanus）為日鱸目鯻科的一屬，傳統上歸類於鱸形目。

## 分類
本屬包含2個種：
- 銀鋸眶鯻 Bidyanus bidyanus (Mitchell, 1838)
- 韋氏鋸眶鯻 Bidyanus welchi (McCulloch & Waite, 1917)

## 外部連結
- 维基共享资源上的相關多媒體資源：鋸眶鯻屬